# Casina dei Pierleoni

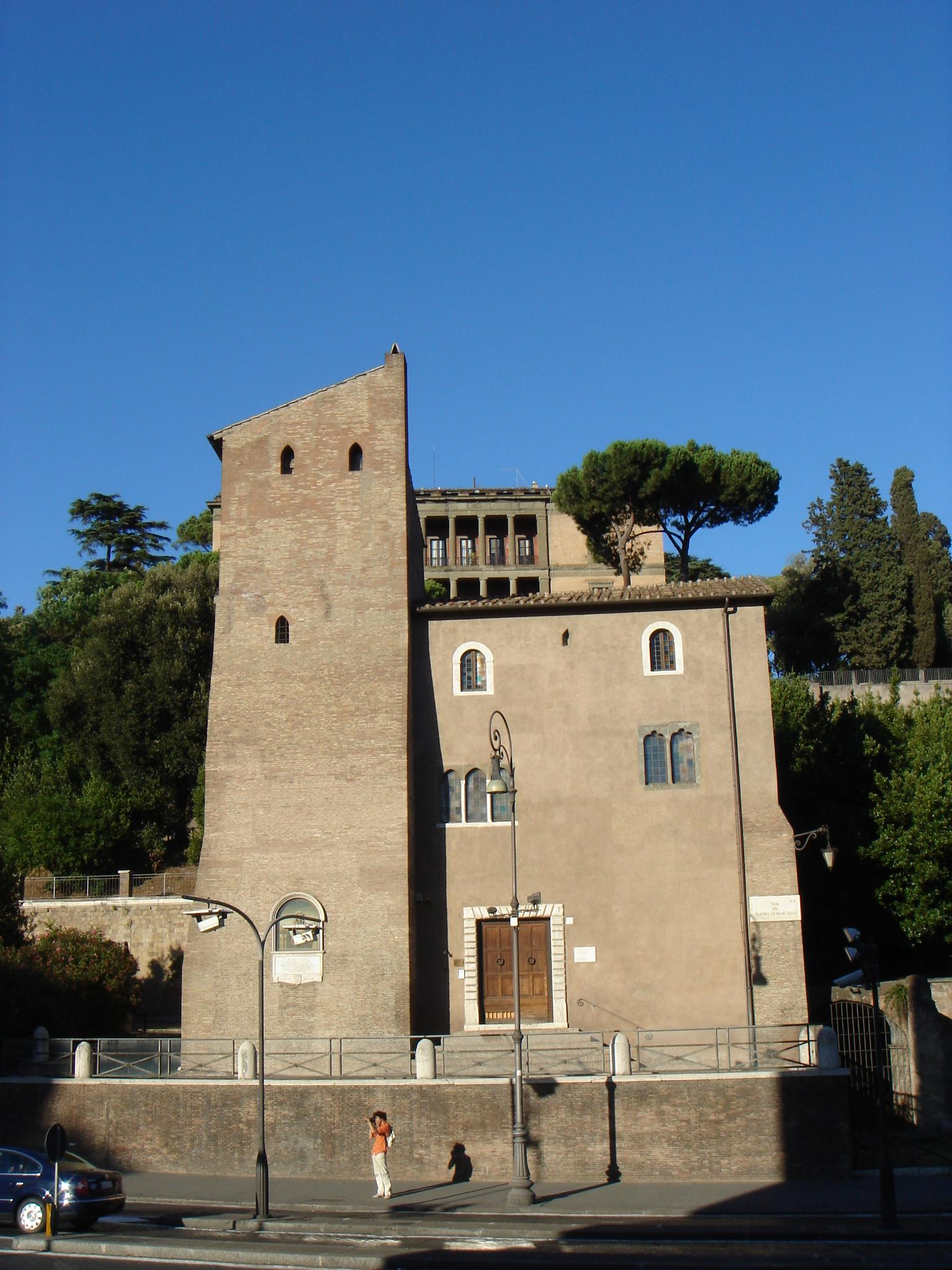
Vista da Casina e da torre.

A Casina dei Pierleoni e a vizinha Torre dei Pierleoni, chamados em conjunto como Casatorre dei Pierleoni, formam uma antiga residência medieval localizada na Via del Teatro di Marcello, no rione Ripa de Roma, bem em frente à igreja de San Nicola in Carcere.

## História
Esta pequena casa medieval é única sobrevivente do antigo cenário urbano que, por séculos, ocupou a encosta do Campidoglio, sacrificado entre 1926 e 1932 durante as obras de reurbanização da área. Estas obras, já planejadas em 1919 com o objetivo de prover uma nova via de escoamento de tráfego e de melhorar o potencial turístico da área capitolina com o isolamento do monte, resultaram na abertura da nova Via del Mare (a moderna via del Teatro di Marcello) e na demolição da antiga Piazza Montanara, situada entre a encosta do mote e o vizinho Teatro de Marcelo. Foram demolidas a Via della Bufola, o Arco dei Saponari, o Vicolo della Campana, a Via del Monte Caprino, a via Tor de' Specchi e as pequenas igrejas medievais de Santa Maria in Vincis (reconstruída no século XVI), Sant'Andrea in Vincis (refeita no século XVII) e San Nicola dei Funari.
O edifício da Casina estava, nessa época, incorporado a um complexo edificado mais amplo que ficava de frente para a praça e que englobava também o vizinho Pórtico do Fórum Holitório, cujas ruínas ainda são visíveis bem ao lado. Durante as obras de demolição, a descoberta de importantes estruturas medievais em alguns edifícios resultou nas obras de conservação e restauração dos anos 1930 cujo objetivo era remontar as estruturas descobertas num edifício completo. Por isso, foram conservadas em parte as estruturas do lado norte e do lado de frente para a colina (muito alterado por causa de algumas aberturas originais e outras modernas); completando o edifício foram construídas duas novas fachadas, correspondentes à Via del Teatro di Marcello e ao Vico Jugário, reaproveitando elementos originais de vários edifícios (como janelas) que foram demolidos.

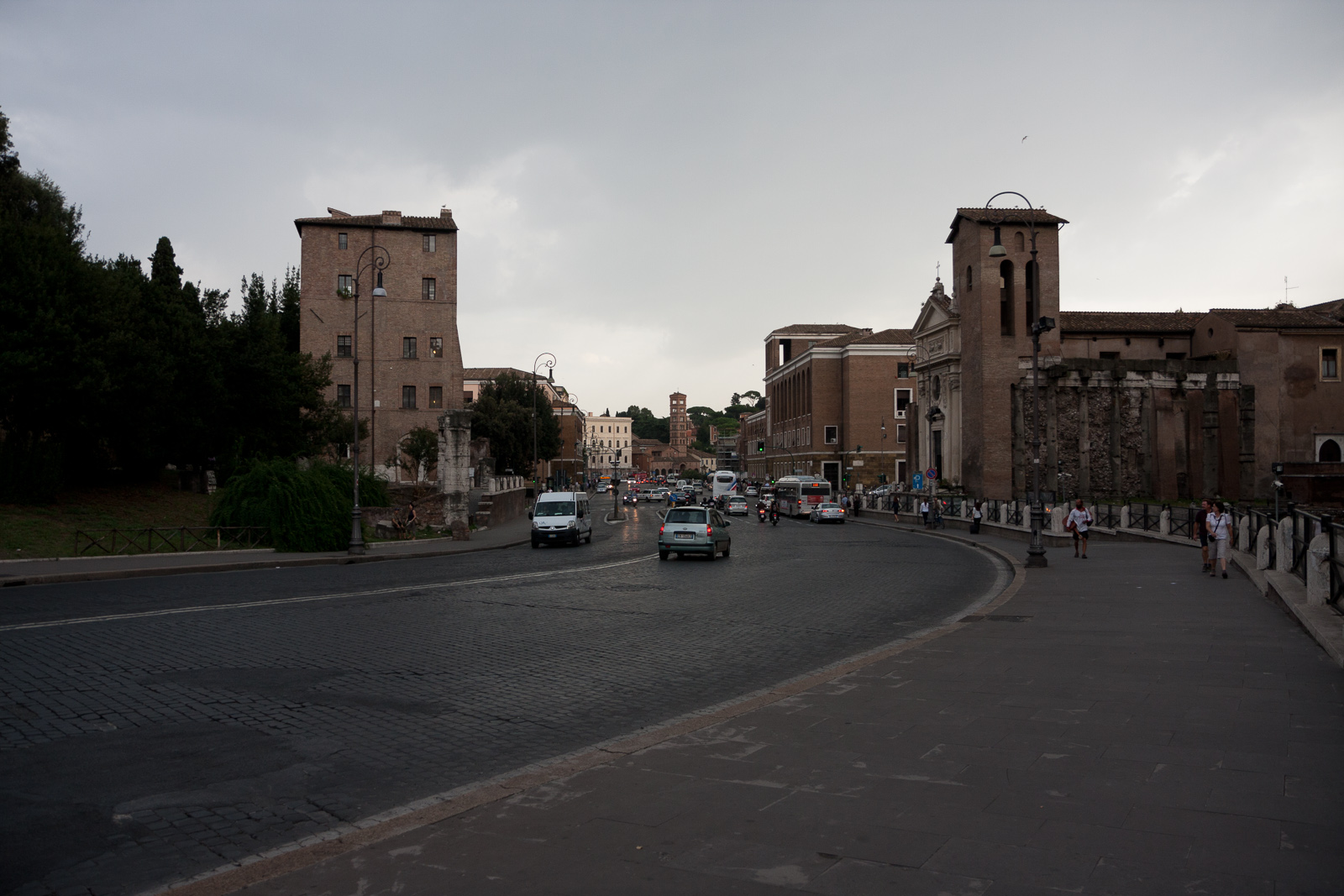
O cenário que provavelmente levou à preservação da Casina e da torre: a contraposição com a torre da igreja de San Nicola in Carcere emoldurando a nova Via del Mare, moderna Via del Teatro di Marcello, construída sobre as ruínas da antiga Piazza Montanara e o antigo bairro medieval demolido que ficava nas imediações.

A preservação da Casina, porém, provavelmente se deve mais à necessidade de uma vista mais bela para a nova Via del Mare — criando uma estrutura em posição simétrica com a igreja de San Nicola in Carcere do outro lado da via — do que à vontade política de preservar um fragmento da história medieval, com a vantagem de que ela podia demarcar a fronteira da área demolida durante obras. A denominação do edifício como Casina dei Pierleoni, uma referência à nobre família Pierleoni, que vivia na região entre San Nicola e o rio Tibre no século XI, só ocorreu anos depois da restauração. Além da Casina, a família era proprietária ainda do chamado Palazzo Pierleoni, da torre na Ilha Tiberina e também da fortaleza construída sobre o Teatro de Marcelo (o moderno Palazzo Savelli Orsini).
Atualmente o edifício é sede de alguns escritórios da Sovraintendenza ai Beni Culturali del Comune di Roma.